# 열반제
《열반제》는 1986년 5월 15일에 KBS 1TV에서 방영된 부처님 오신 날 특집드라마이다. 구도자의 인고의 일생과 정신의 고귀함에 대해 이야기하는 드라마이다.

## 제작진
- 원작: 김정휴
- 연출: 김재현
- 극본: 최경식

## 등장인물
- 박병호 - 혜광스님
- 강민호 - 지성스님
- 조양자 - 진영(혜광스님의 딸), 진영의 모
- 이호재 - 초연거사
- 황민 - 보덕스님
- 반석진 - 석엽스님
- 추석양 - 초연거사의 형
- 염복순 - 춘금
- 전원주 - 남원댁
- 한태희 - 지성의 아들
- 이영
- 박규식
- 봉혜선
- 이한위
- 이영수
- 오경아
- 채행하